# Tchal-Kouyrouk
Tchal-Kouyrouk est un cheval fabuleux capable de voler, de marcher au fond des eaux et de parler, présent dans l'épopée kirghize d'Er-Töshtük, rattachée à l'épopée de Manas. Il permet à son cavalier, le héros Töshtük, de retrouver son âme en accédant au domaine souterrain. 
Ce cheval tient une place particulière au sein du récit. Son cavalier doit très fréquemment se fier à ses pouvoirs au cours de ses voyages.

## Étymologie et terminologie
« Tchal » se traduit par « gris cendré » et « kouyrouk » signifie « queue » en kirghiz. On retrouve la forme « Shal-kouyrouk » en kazakh. L'orthographe peut varier, puisque le dictionnaire des symboles écrit « Tchal-Kouirouk ».

## Légende

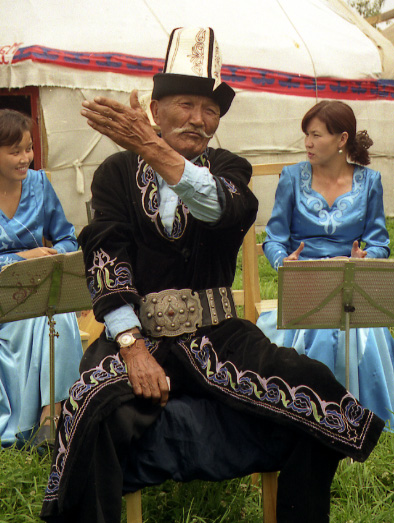
Un manaschi, conteur traditionnel kirghize.

Plusieurs versions écrites de la légende existent, en kirghiz celles de Sayakbay Karalayev en 1938 et de Yoloy en 1885, en kazakh celle de Divayev en 1957 et de Potanin en 1916, et en Tatar, celle de Tumen en 1878. Le rôle du cheval est différent en fonction des versions, toutes issues d'une tradition orale.
Töshtük est un jeune héros qui se fait voler son âme par une jelmoghouz, une sorcière malfaisante à sept têtes. Celle-ci la cache sous terre, et Töshtük doit se résoudre à y descendre (selon une autre version, il est précipité sous terre par la sorcière) pour la récupérer. Il dit alors adieu à sa femme Kenjeke qui lui confie avant son départ un merveilleux cheval, Tchal-Kouyrouk, ainsi qu'une cape que les flèches ne peuvent traverser. Avant le départ, Tchal-Kouyrouk, qui est capable de parler, fait promettre à son cavalier de se fier à lui en toute circonstance. Au cours du voyage, il avertit Töshtük plusieurs fois, de cette façon :
« Ta poitrine est large, mais ton esprit est étroit, tu ne réfléchis à rien. Tu ne vois pas ce que je vois, tu ne sais pas ce que je sais... Tu as le courage, mais tu manque d'intelligence. »
Tchal-Kouyrouk est capable de voler, mais pour cela, son cavalier doit le fouetter jusqu'au sang, arrachant à sa monture un morceau de chair « gros comme un mouton ». Lorsque ce cheval est affreusement mutilé, des ailes lui sortent des flancs et il peut franchir d'énormes distances avec son cavalier. Töshtük retrouve finalement son âme grâce au cheval qui combat pour lui le chaudron où elle est enfermée. Tchal-Kouyrouk est atrocement blessé durant le combat mais ses blessures cicatrisent ensuite.

## Origine et symbolisme
Les steppes d'Asie Centrale ont toujours été une région à forte tradition cavalière. Cette légende symbolise la croyance au cheval psychopompe chargé de guider les âmes des morts dans l'au-delà, commune à toute l'Asie centrale. L'épopée d'Er-Töshtük est clairement inspirée du chamanisme. Les pouvoirs de psychopompe du cheval y sont supérieurs à ceux de l'homme, bien qu'il doive endurer les pires supplices pour que la traversée des enfers s'effectue, et que ses facultés soient opérationnelles, le rôle de Tchal-Kouirouk est donc celui d'une monture initiatique.
Cette histoire met en avant le courage et la vaillance du cheval, qui est un animal réputé pour ne pas extérioriser sa souffrance par un quelconque hennissement, et capable de mourir sans pousser un seul cri; il est donc l'image même de « la force d'âme devant la mort, même dans la souffrance physique ».
De manière générale, la symbolique équine en Asie centrale est celle d'un animal permettant l'entrée en transe, par la sortie de soi-même et le voyage mystique sur les terres des morts. Mircea Eliade, spécialiste du chamanisme, voit dans le galop du cheval une expression du vol extatique permettant le voyage mystique, mais pas forcément dans les Enfers puisque l'animal permet avant tout une « rupture de niveau » afin de changer de monde.

#### Source primaire
- Pertev Boratav, Aventures merveilleuses sous terre et ailleurs de Er-Töshtük le géant des steppes : traduit du kirghiz par Pertev Boratav, Paris, Gallimard/Unesco, 1965, 312 p. (ISBN 2-07-071647-3)

#### Sources secondaires
- Jean Chevalier et Alain Gheerbrant, Dictionnaire des symboles, 1982 (1re éd. 1969) [détail des éditions] p. 223
- Collectif, Annales de la revue de l'histoire des religions : Musée Guimet, vol. 185-188, Paris, Librairie Ernest Leroux, 1974 (lire en ligne)
- G. Charrière, Mythes et réalités sur la plus noble conquête de l'homme et sur son plus perfide ennemi : Revue de l'histoire des religions, vol. 186, 1974 (lire en ligne), p. 3-44
- (en) Pierre Brunel, Companion to literary myths : heroes and archetypes, Routledge, 1992, 1223 p. (ISBN 978-0-415-06460-6, lire en ligne), p. 850
- (it) Dan Octavian Cepraga, Lorenzo Renzi, Renata Sperandio, Le nozze del sole : canti vecchi e colinde romene, vol. 91 de Biblioteca medievale, Carocci, 2004, 250 p. (ISBN 978-88-430-2940-2, lire en ligne), p. 151
- Marc-André Wagner, Dictionnaire mythologique et historique du cheval, Éditions du Rocher, coll. « Cheval chevaux », 2006, 201 p. (ISBN 978-2-268-05996-9).